# Adobe Flash Builder
Adobe Flash Builder — (ранее — Flex Builder) программный продукт компании Adobe, представляет собой IDE на основе Eclipse для создания многофункциональных межплатформенных интернет-приложений (RIA) с помощью открытой среды Flex.
Для программирования интерфейса будущего интернет-приложения вплоть до версии 4.6 использовался WYSIWYG-редактор для MXML-кода, а для программирования логики — Adobe ActionScript. В версии 4.7 возможность визуального проектирования интерфейса была отключена.
Результатом компиляции является SWF-файл, который, к примеру, может быть использован для выполнения в браузере (с использованием Adobe Flash Player), или как самостоятельное межплатформенное приложение AIR. Также при компиляции автоматически генерируется и открывается HTML-страница, содержащая код для загрузки и запуска вышеуказанного SWF-файла.

## Поддержка других приложений
Adobe Flash Builder позволяет импортировать проекты Flex (файлы FXP), созданные с использованием Adobe Flash Catalyst, а также позволяет обмениваться Flex компонентами с Adobe Flash.
Имеется поддержка сервисов Java, PHP, Adobe ColdFusion, REST и SOAP.

### Различие между Flash Builder и Flash Professional
Средство разработки Flash Professional используется дизайнерами и разработчиками, которые создают динамичные приложения и видеоконтент для различных многоэкранных сред. Разработчики программного обеспечения также могут использовать эту программу, но не в качестве основного инструмента разработки.
Инструмент разработки Flash Builder используется разработчиками программного обеспечения для быстрого создания межплатформенных приложений с помощью среды Flex, а также разработчиками интерактивного контента ActionScript.

## Adobe Flex Builder
Adobe Flex Builder — это старое название для Adobe Flash Builder. Смена названия программы произошла начиная с версии 4.0, тем самым, разработчики хотели подчеркнуть связь с другими продуктами Adobe Flash Platform, а также для создания четкого различия между Flex SDK и IDE.